# Зорах, Уильям
Зорах Горфинкель (англ. Zorach Gorfinkel, более известный как Уильям Зорах англ. William Zorach; 28 февраля 1887, Юрбург, Российская империя, ныне Юрбаркас, Литва — 15 ноября 1966, Бат, Мэн, США) — американский скульптор и художник-акварелист.

## Биография
Родился в Литве в еврейской семье Аарона Горфинкеля и Тобы Блох. 
В 1901 году начал работать подмастерьем у литографа, и одновременно посещал уроки рисования. До 1922 года только рисовал, но потом обратился к скульптуре. С 1891 года жил в США. В 1903—1906 годах учился в Художественной школе в Кливленде и в 1907—1908 годах — в Национальной академии рисунка в Нью-Йорке. Наибольшую известность ему принесли монументальные резные изображения на общественных зданиях. Автор реалистических скульптурных и живописных произведений. Среди работ: «Дух танца» (на здании Радио-сити-мьюзик-холла в Нью-Йорке), фигура Бенджамина Франклина (на здании министерства почты в Вашингтоне), «Девочка с кошкой» (1926, Нью-Йоркский музей современного искусства), «Победа» (мрамор, 1945, Даун-таунская галерея, Нью-Йорк), «Мать и дитя» (Метрополитен-музей, Нью-Йорк). Большинство скульптур изготовлено из цельного куска камня или дерева.
С 1912 года был женат на американской художнице Маргарите Зорах. Их дочь Дахлов Ипкар стала художницей.

## Сочинения
- Zorach explains sculpture…. — N. Y., 1961.